# 海神喷泉 (墨西拿)
海神喷泉（義大利語：Fontana del Nettuno）是意大利西西里大区墨西拿城的一座大型大理石雕塑，位于意大利统一广场（piazza Unità d'Italia）。

## 历史
海神喷泉是托斯卡纳雕塑家和米开朗基罗的亲密合作者乔瓦尼·安杰洛·蒙托索利在墨西拿建造的第二座喷泉，晚于奥廖内喷泉。
由于第一件作品非常受欢迎，蒙托索利被赋予了第二项任务，海神喷泉于1557年完工，最初被安置在港口码头的宫殿前，靠近市政厅，面向大海，象征海神将财富奉献给这座城市。

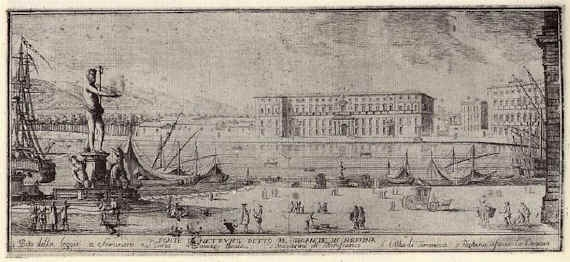
海神喷泉在墨西拿港的原始位置，背景是王宫

## 雕塑
在三座最重要、最美丽的海神喷泉中，墨西拿的海神喷泉是最古老的，在1557年完成。詹博洛尼亚在博洛尼亚的海神喷泉创作于1563年 - 1566年，而巴托洛米奥·阿曼纳蒂在佛罗伦萨的海神喷泉创作于1563年 - 1577年。

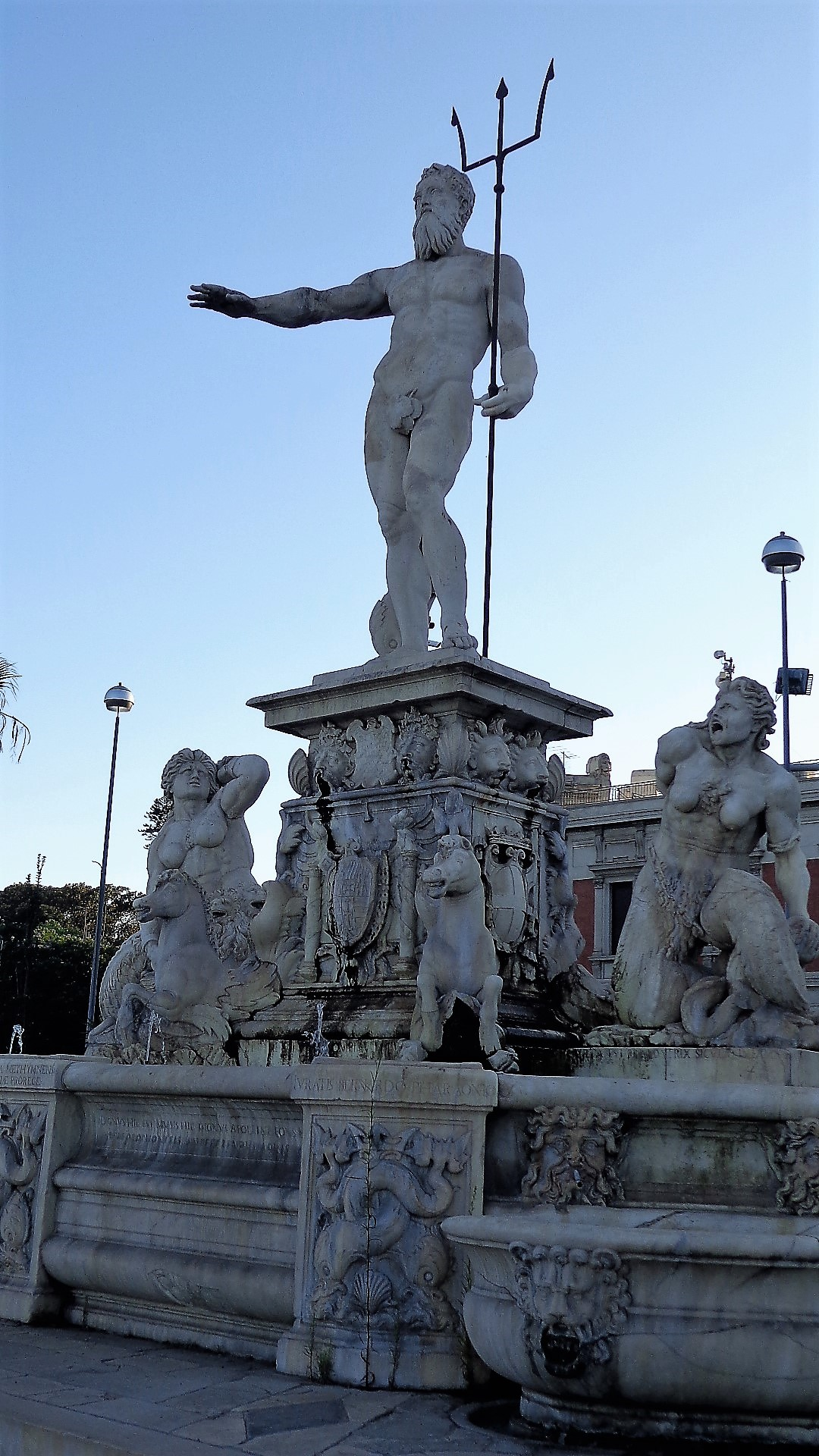
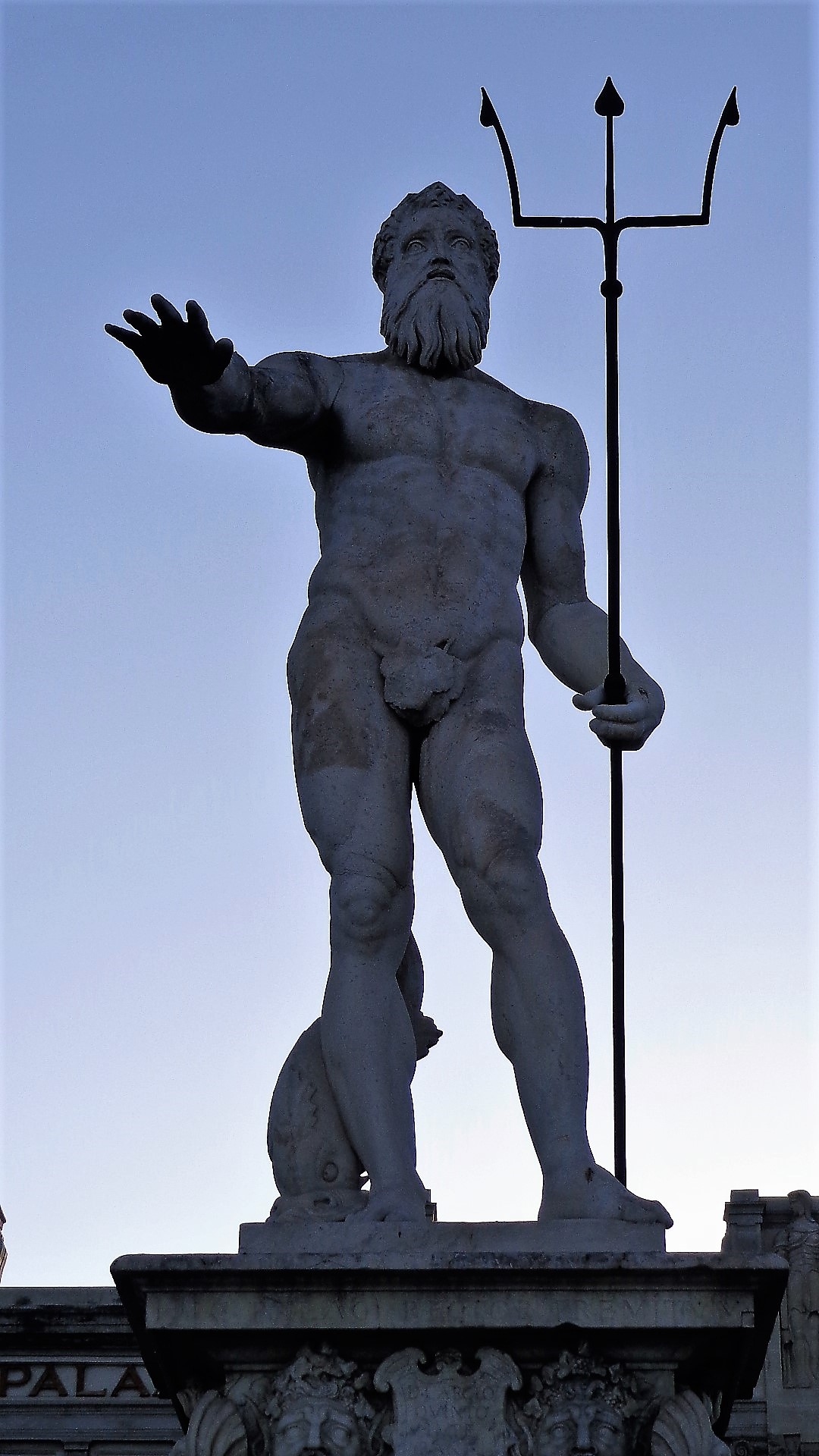
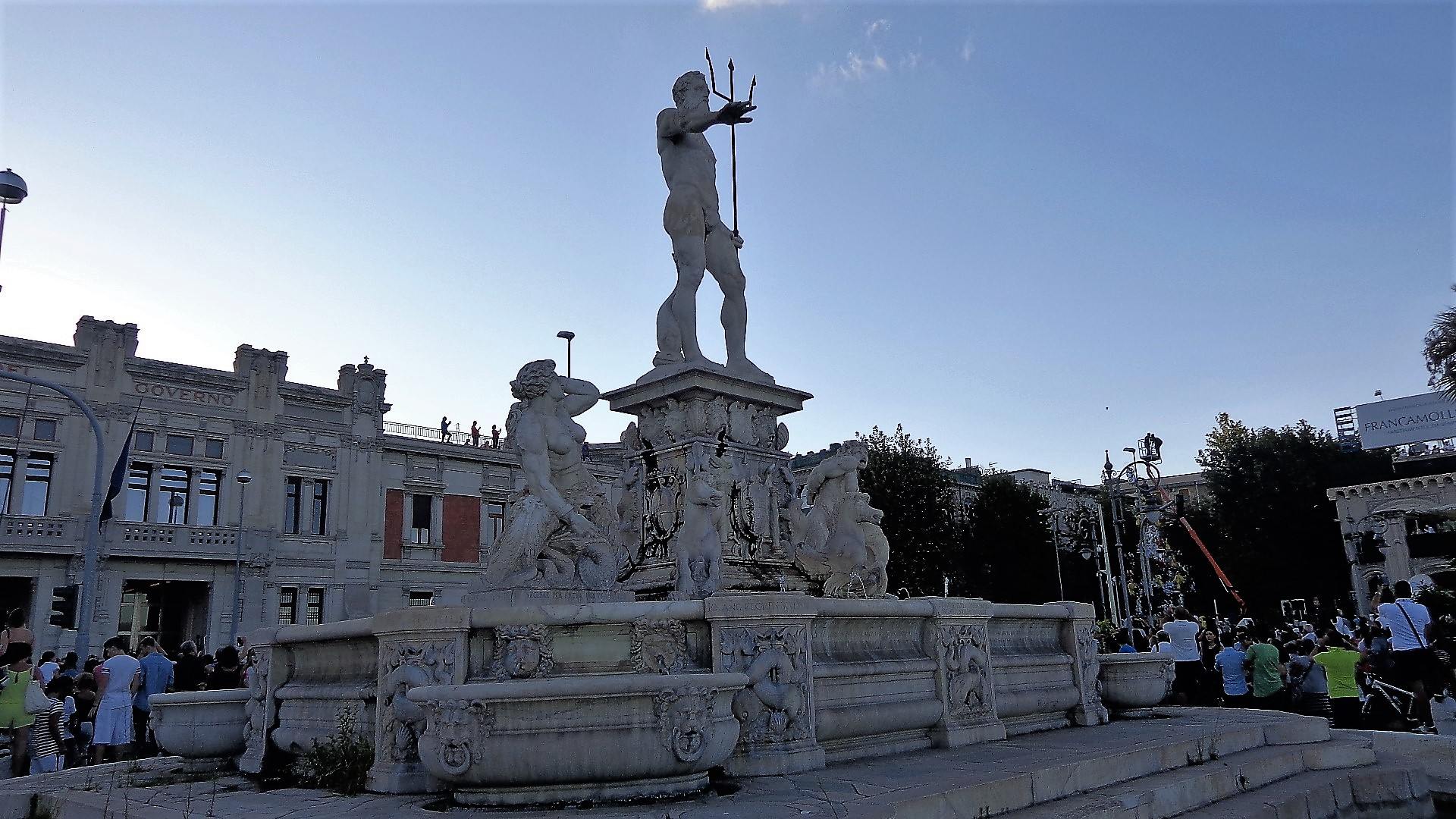
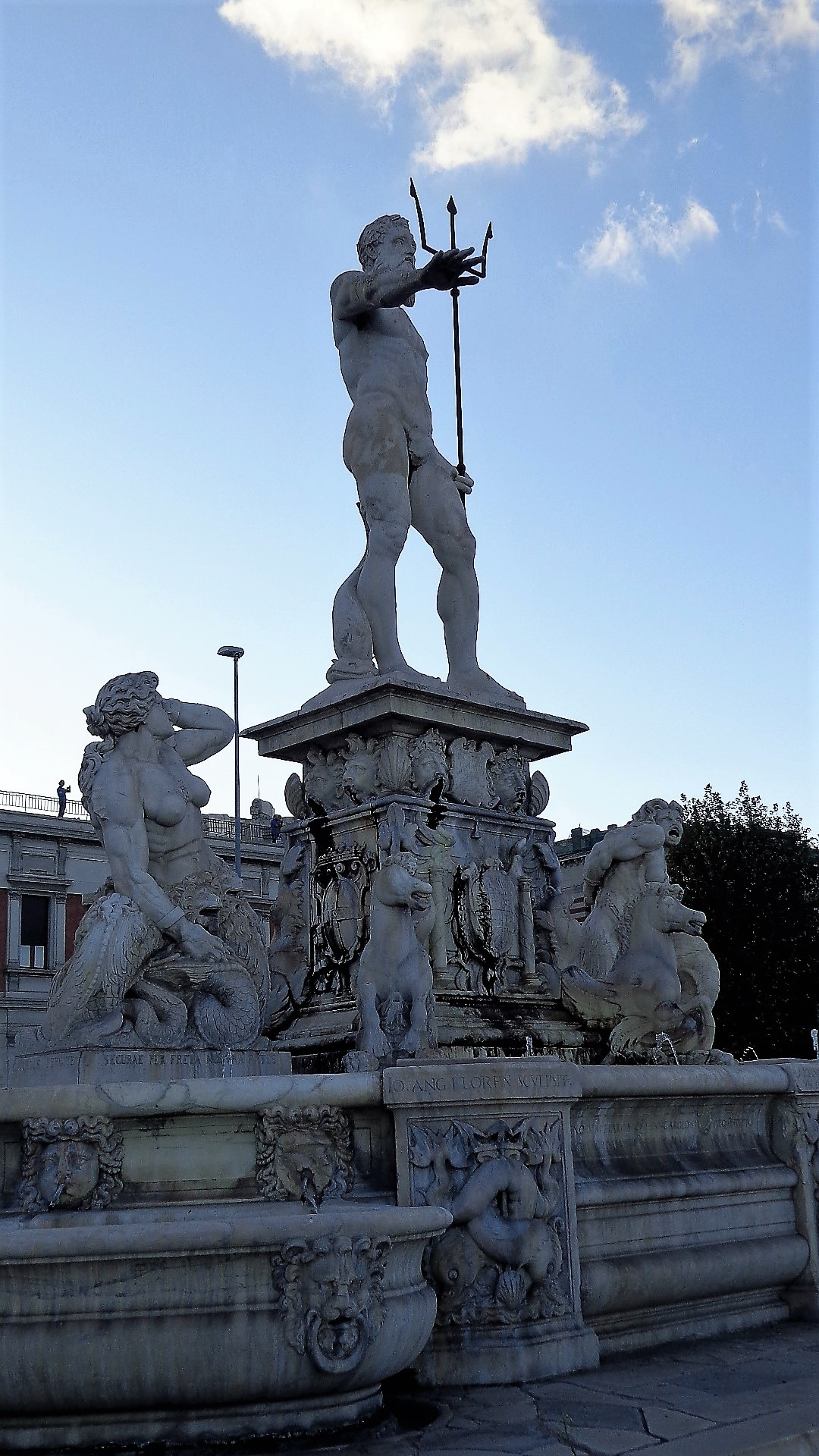
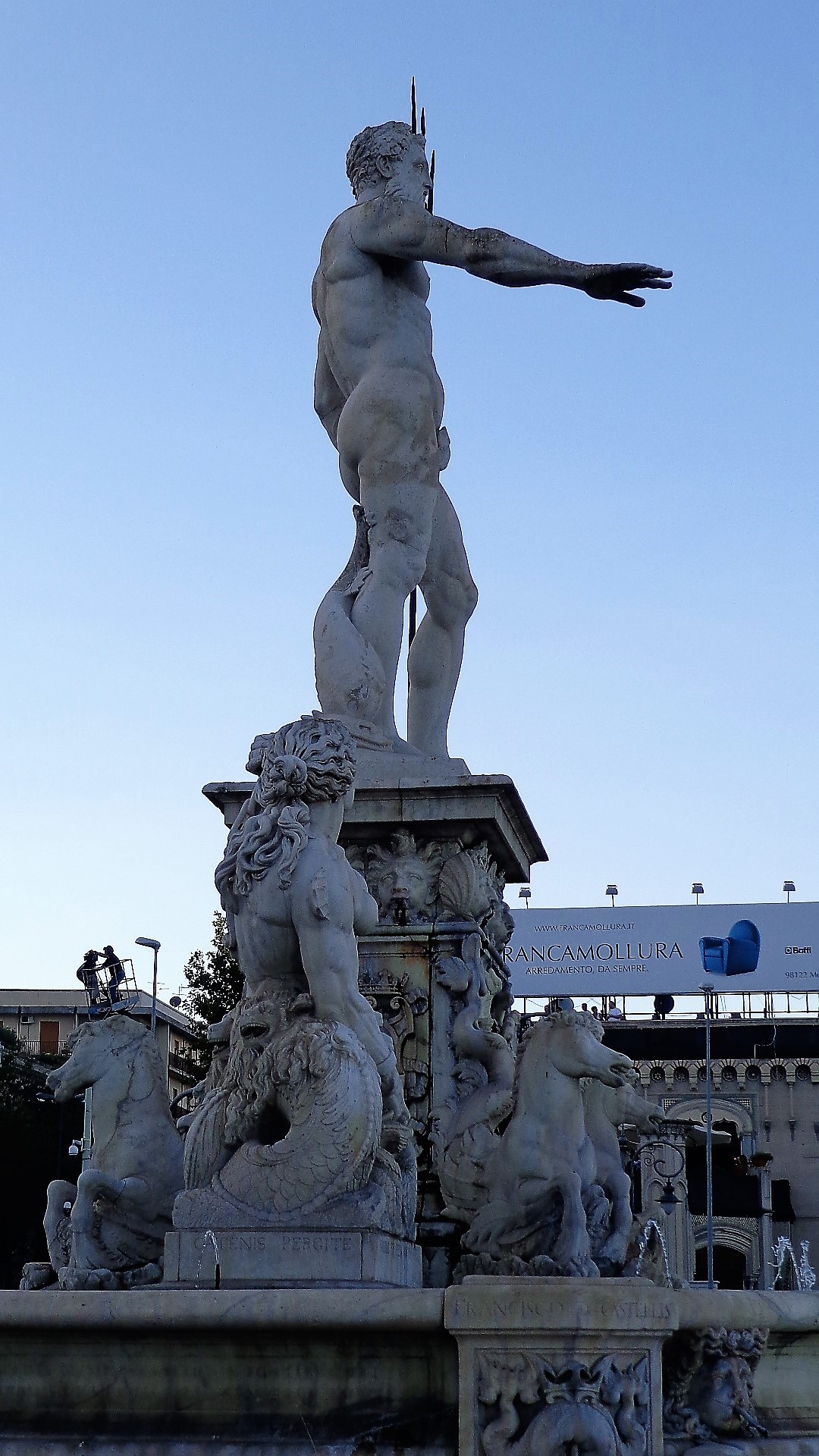
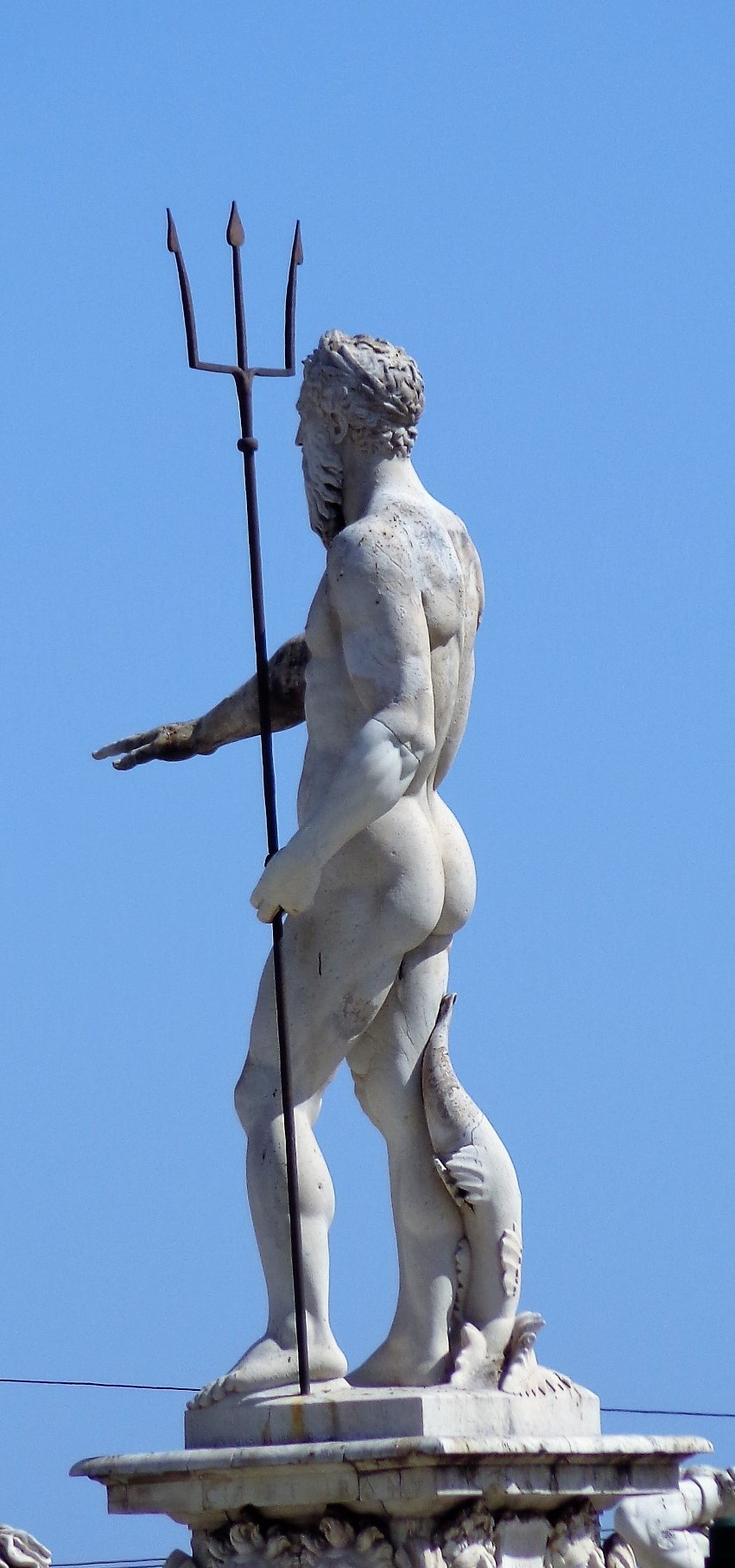
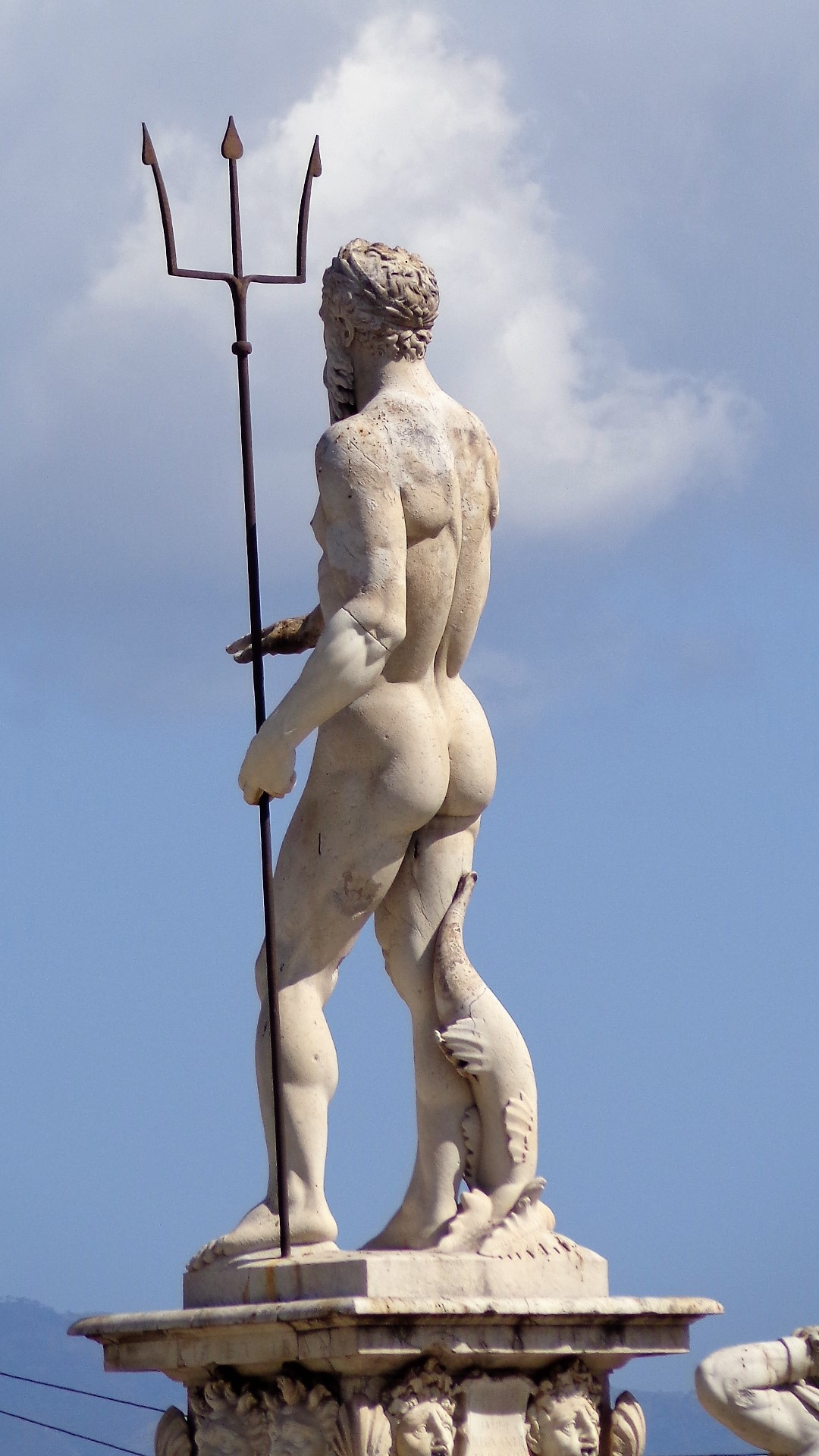
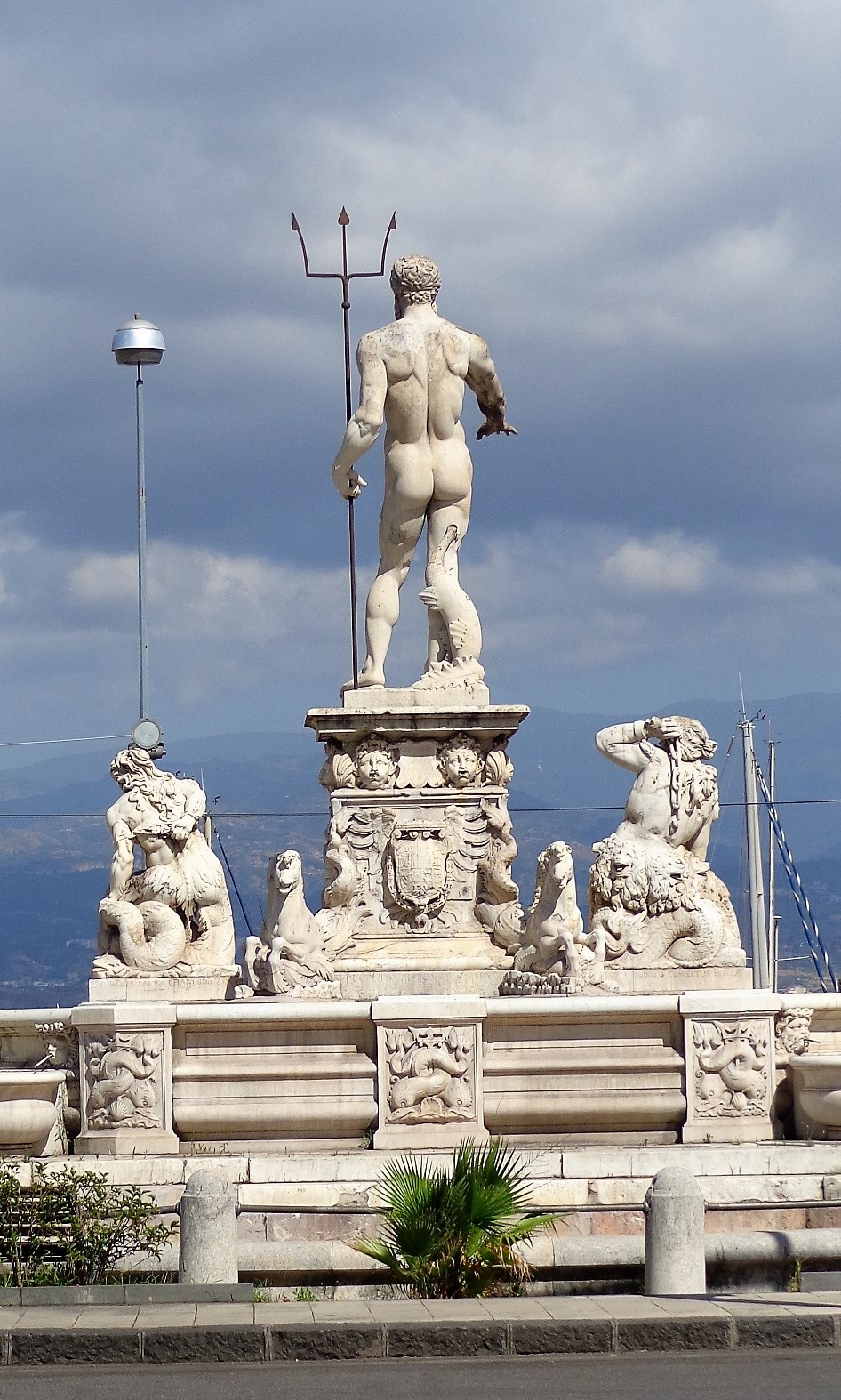
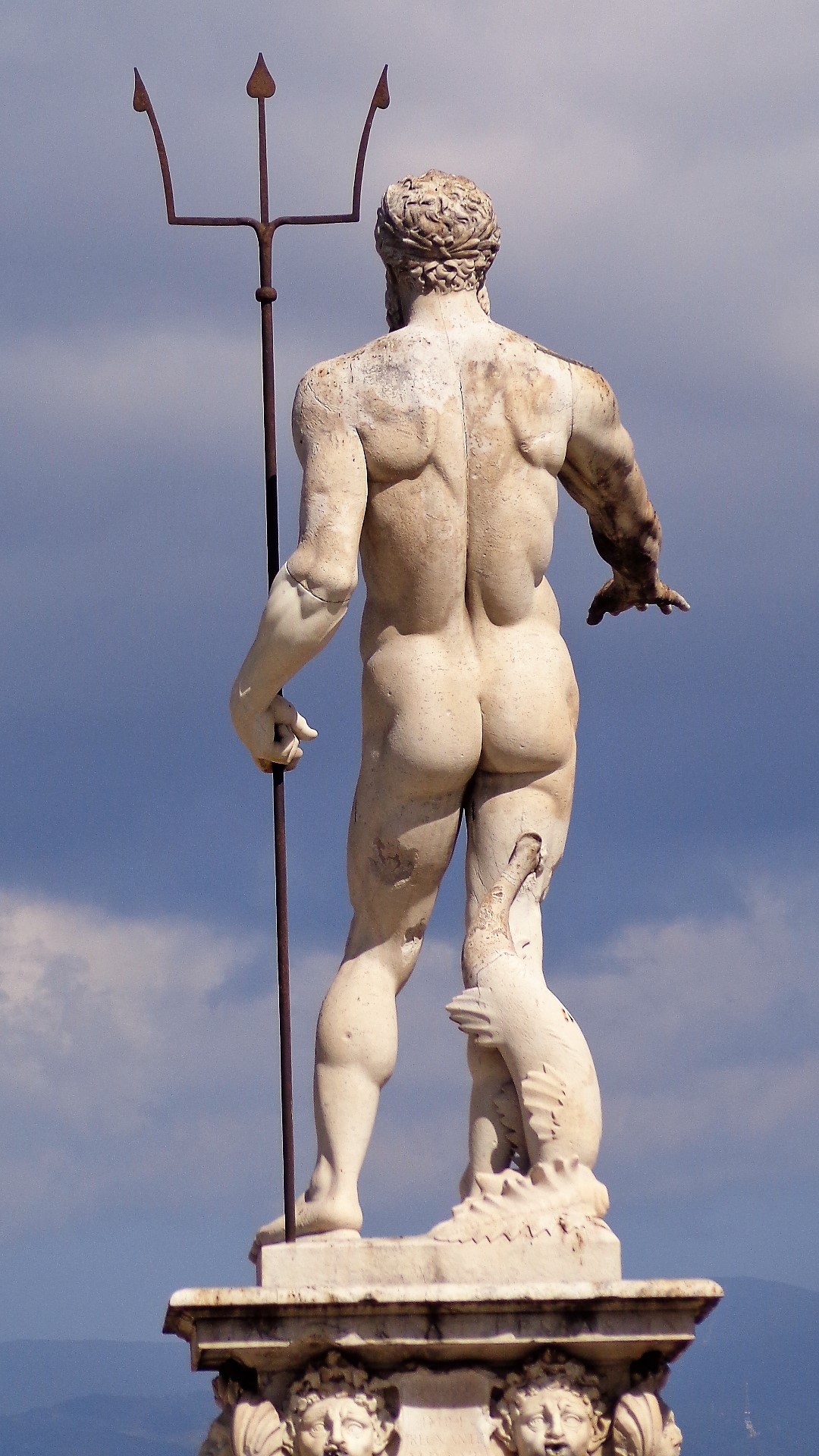
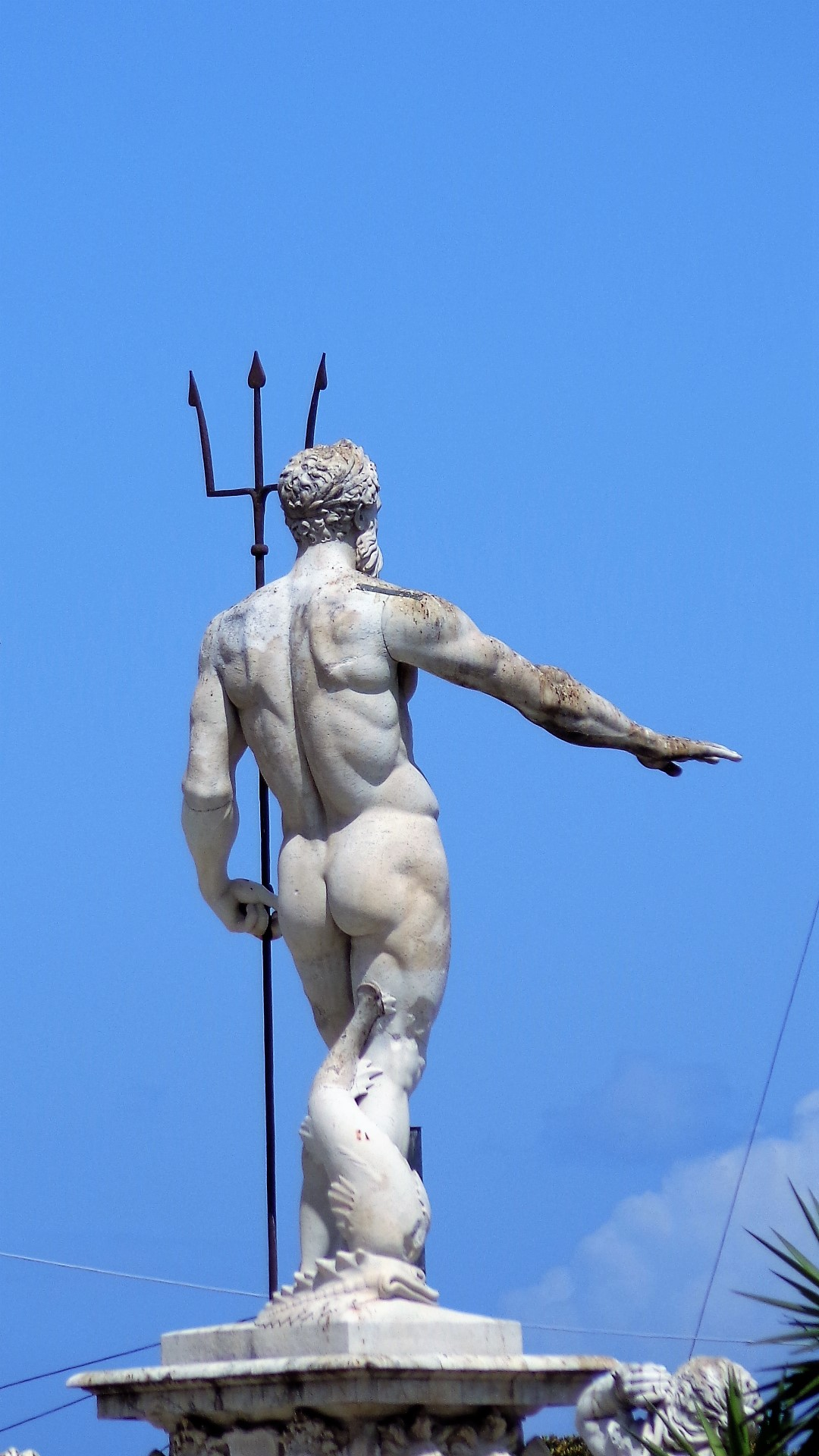
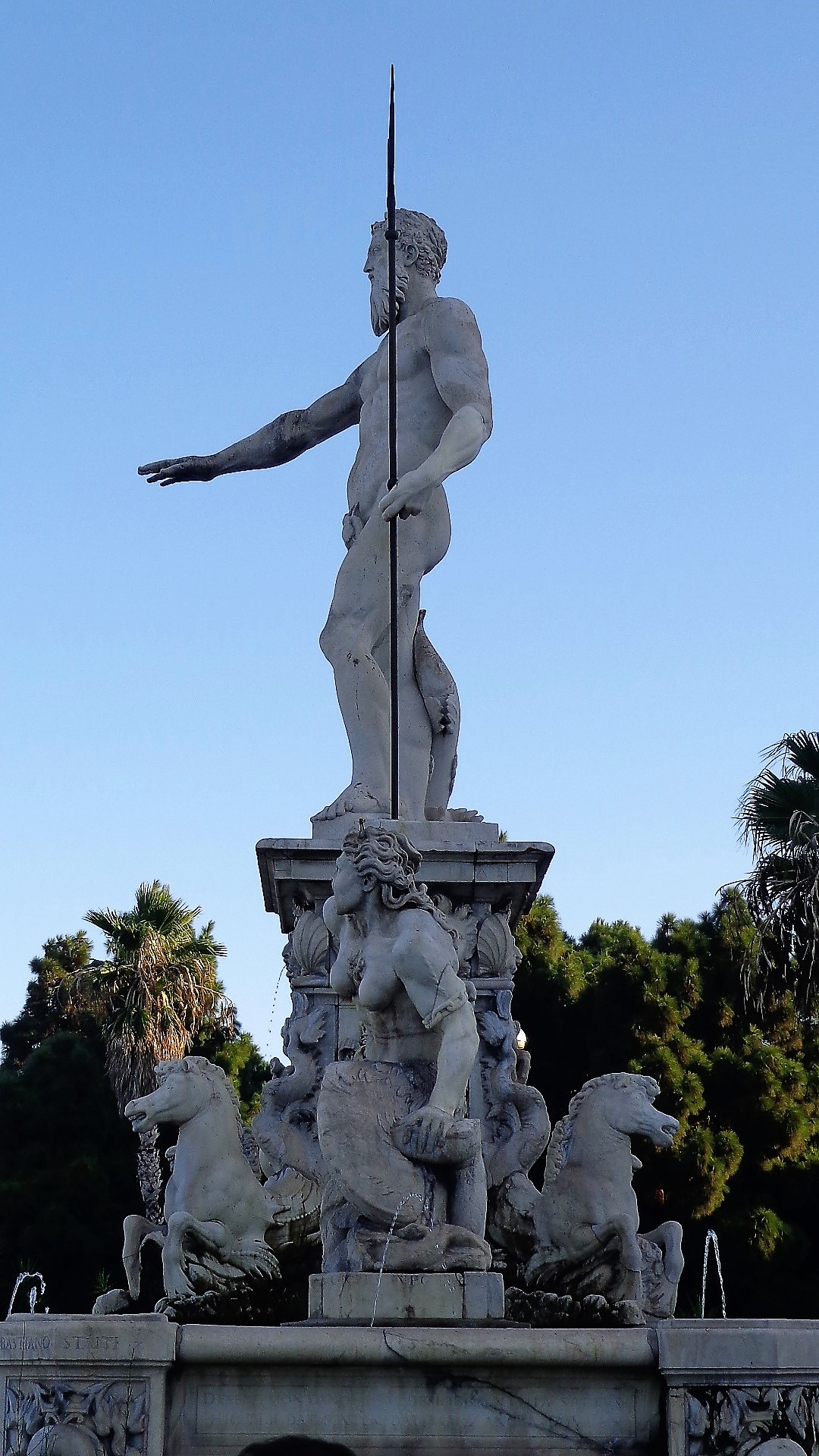
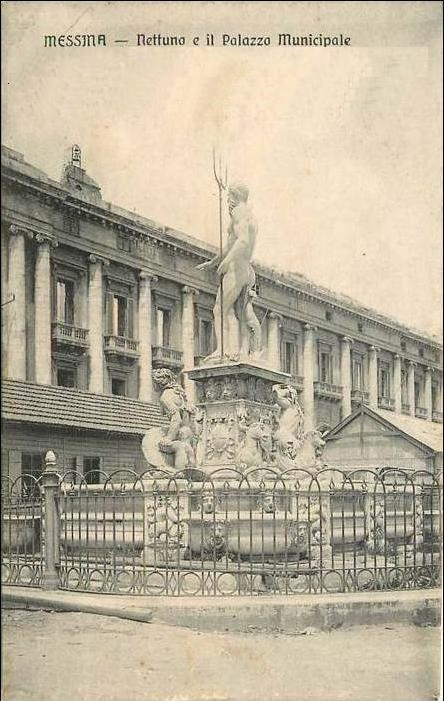
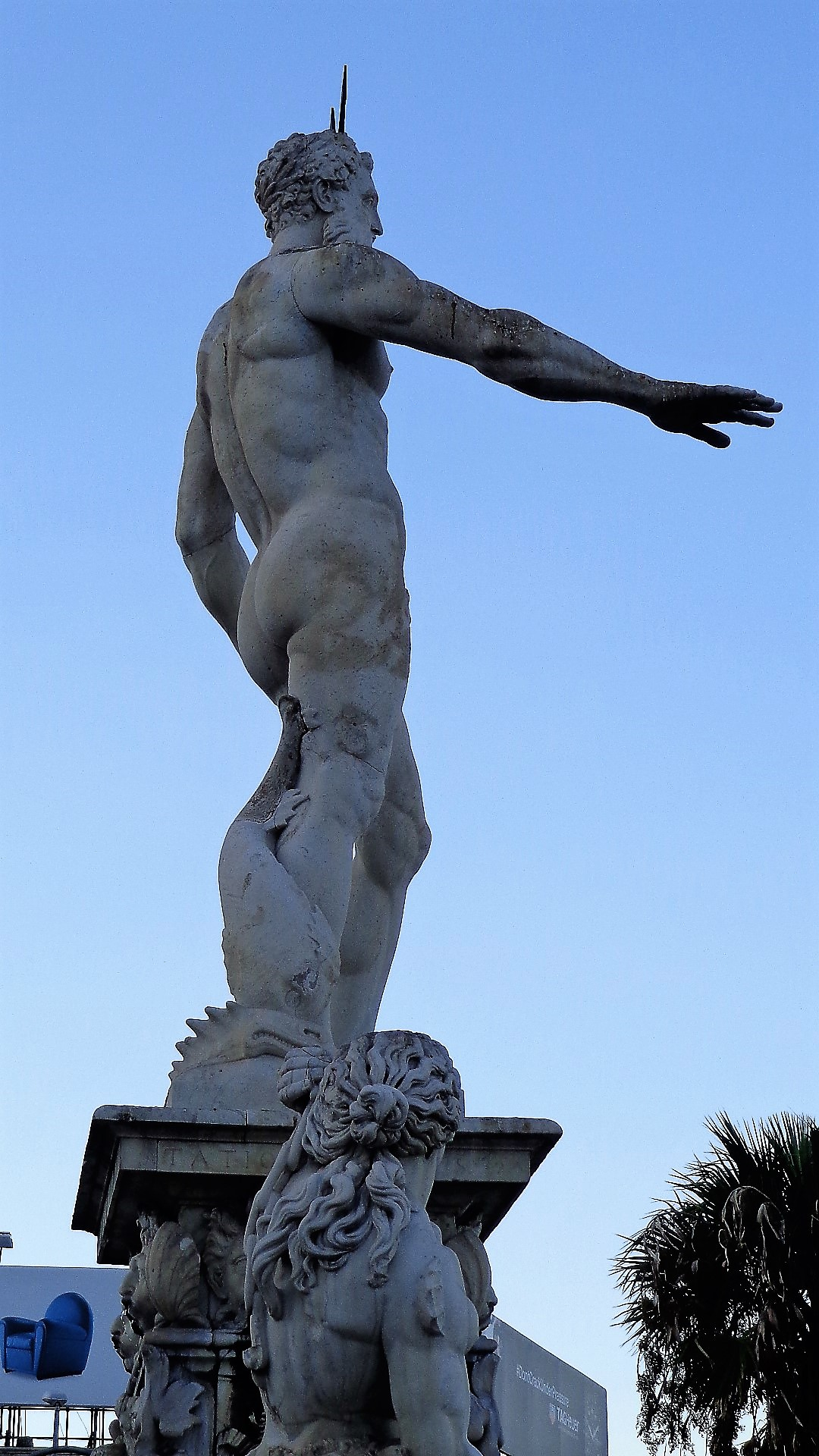